# Blatná
Blatná è una città della Repubblica Ceca facente parte del distretto di Strakonice, in Boemia Meridionale.

## Monumenti e luoghi d'interesse

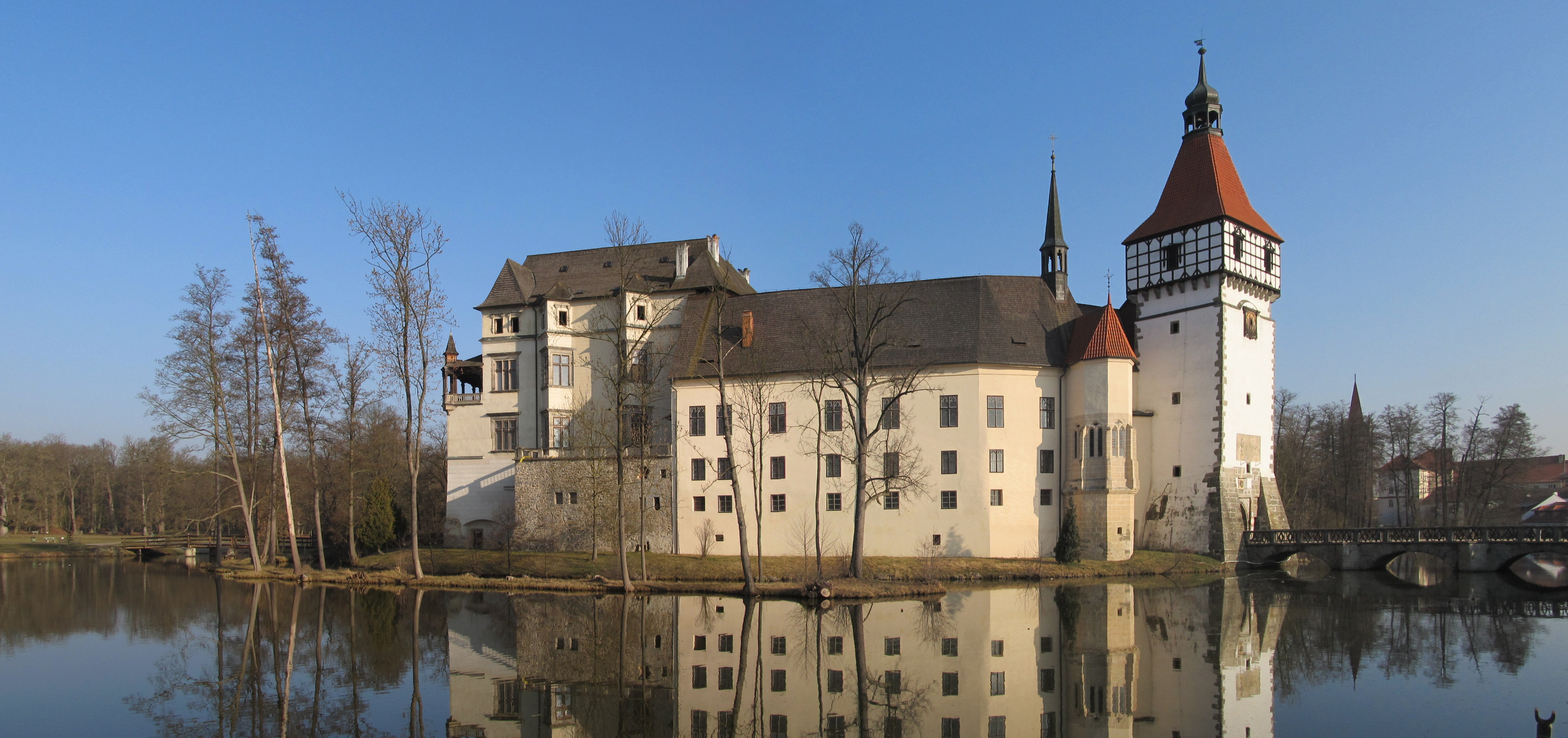
Il castello di Blatná

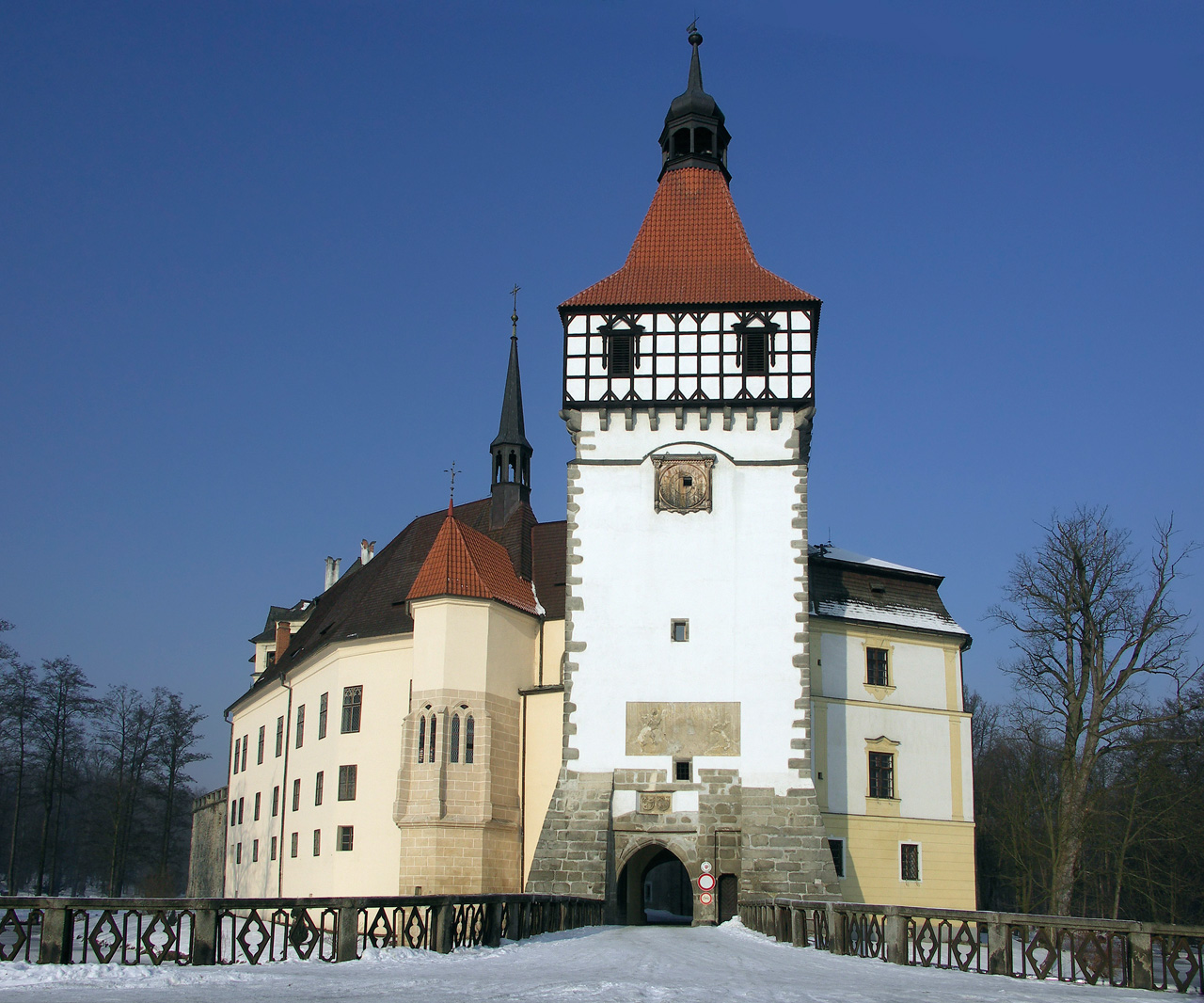
Il ponte e l'ingresso al castello

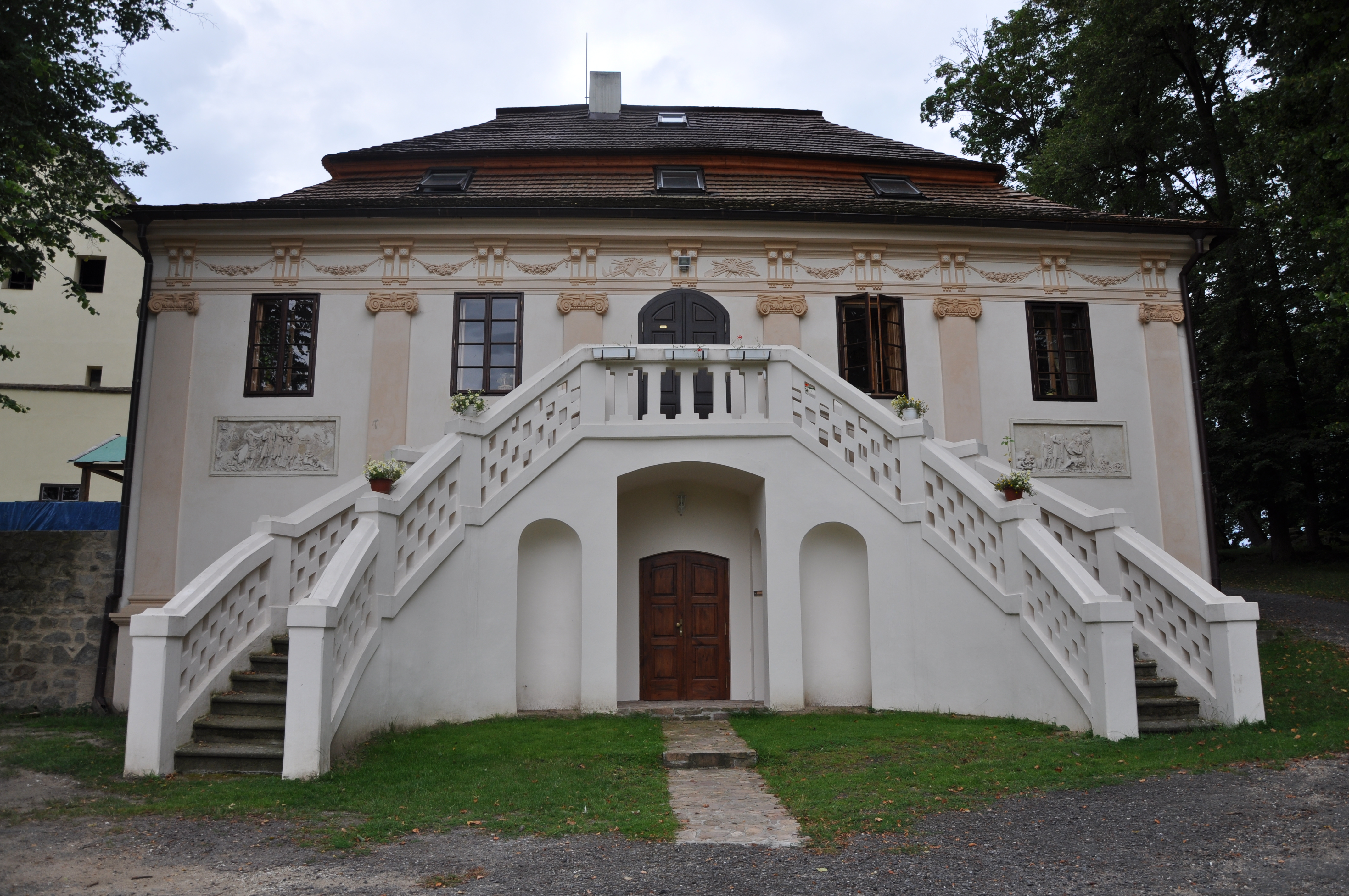
Casina nel parco

- Castello di Blatná. Il castello[3] è un'architettura gotica, costruita sul sito di un antico complesso romanico.  Venne ampliato nella prima metà del XVI secolo dall'architetto Benedikt Rejt. Dalla fine del XVIII secolo è di proprietà della famiglia Hildprandt, che ne curò la ricostruzione in stile neogotico. Dopo gli anni della nazionalizzazione dei beni culturali nella Cecoslovacchia comunista, il castello è stato restituito alla famiglia Hildprandt. Il castello sorge sull'acqua, e comprende il Palazzo Rozdražov con gli arredi all'interno, il Palazzo Vecchio e il salotto etiopico.  Un parco, di interesse naturalistico e paesaggistico, circonda l'edificio.